# 紀和鉄道
紀和鉄道（きわてつどう）は和歌山県および奈良県にあった私設鉄道で、現在の西日本旅客鉄道（JR西日本）和歌山線の一部に相当する路線、五条－和歌山（現紀和）を建設、運行していた。後に関西鉄道に買収され、さらに鉄道国有法により国有化された。

## 歴史

### 計画から部分開業まで
奈良県の吉野川流域には大阪鉄道 (初代) が当初の広大な計画の一部として路線を建設するものと期待されていたが、実現は困難であることが明らかとなったため、明治20年大阪鉄道発起人は一旦願書を提出したのち、その計画を縮小し、高田和歌山間は取り消した。地元では独自資本で南和鉄道を高田から五条まで建設し開業した。これに接続する路線として計画されたのが紀和鉄道である。
1897年（明治30年）3月14日に五條町二見において起工式を挙行し、和歌山側と五条側から着工した。五条から吉野川沿いの初代二見駅まで延びる南和鉄道の貨物線の途中に接続点を設け、五条からこの地点までを全線開業まで仮に共用とした。1898年（明治31年）4月11日に最初の開業区間として五条 - 橋本間6マイル1チェーン（約9,674 m）が開通した。和歌山側でも同時に建設を進めていたこともあり、南和鉄道と接続しているこの区間は当初南和鉄道に営業が委託されたが、まだ距離の短いこの区間は旅客・貨物ともに少ないのに南和鉄道側の輸送量に合わせた編成で列車を直通するため、車両使用料の支払いがかさんで紀和鉄道にとって不利であるとし、1899年（明治32年）3月末日限りで営業委託を解除し、4月1日から直営とした。この間の損失は約4,500円に上ったという。
続いて和歌山側の区間で、和歌山（後の紀和駅） - 船戸間6マイル69チェーン（約11,040 m）を1898年（明治31年）5月4日に開業した。この時の船戸駅は仮の位置で、翌1899年（明治32年）1月1日に線路が46チェーン（約925 m）延長されて現在の位置に船戸駅が開設された。

### 経営再建と全線開業

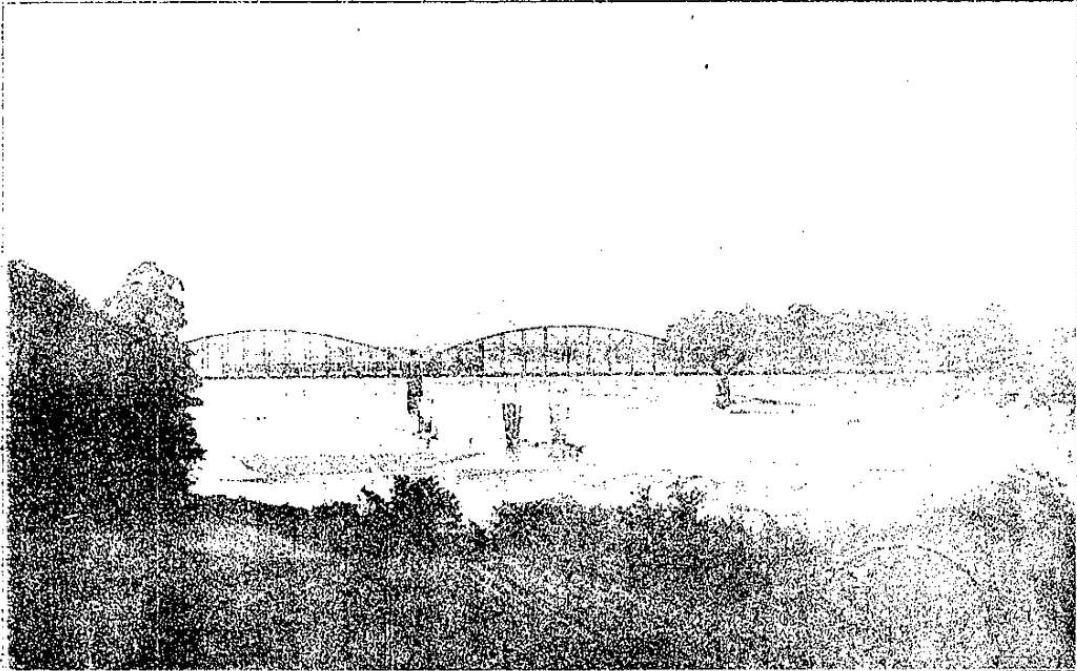
紀ノ川橋梁

こうして両端の区間で営業が行われるようになった。しかし当初資本金140万円で発足したが、両端の区間をまだ建設中であった明治30年度下半期の時点で支出済みの額と未払い金を合計すると110万7708円78銭7厘に達しており、負債は49万4851円になっていた。工事予算は55万円を追加して総額195万円と臨時株主総会に報告され、借入で賄うか増資をするかが問題となった。中間区間の工事は中断し、役員も相次ぎ交代し体制は安定しなかった。経営再建のために、1899年（明治32年）3月26日に日本生命保険副社長の片岡直温が社長として招かれ、以降会社の清算まで片岡が経営を行うことになった。
中間区間の未着工路線に着手するためには増資が必要であり、そのためには既に悪化していた会社の会計を整理して損失金を減資により滅却する必要があるとし、1899年（明治32年）4月30日の株主臨時総会で欠損金の処分案が可決された。これに基づき5月27日に欠損金22万4190円83銭4厘のうち22万4000円を減資することを決定し、7月24日に株主へ通知した。実際には減資の割合に応じて、株数を減らせる株主からは株数を減らし、端数が出る株主からは現金を追加徴収する形で処理され、発行済み株式数は元の2万8000株から4437株が控除されて2万3563株となり、資本金は140万円から減資された22万4000円を差し引き補填された現金2150円を加えて117万8150円となった。1899年（明治32年）10月1日付で減資が実行され、この際に従来仮株券のままであった株券を本株券に交換した。またこれに伴う定款改正は同年10月29日の臨時株主総会で承認を受け、翌1900年（明治33年）2月28日に逓信大臣の認可を得た。
さらに同じ10月29日の臨時株主総会において増資の議決を行い、追加の資本金65万円を新株1万3000株の発行で調達することになった。旧株3株につき新株1株を割り当てることにした。当時の法令改正で商法第211条「会社ハ其資本ヲ増加スル場合ニ限リ優先株ヲ発行スルコトヲ得」により一般の会社は優先株の発行が可能であったが、私設鉄道条例のもとにある鉄道会社は優先株発行には私設鉄道法の施行を待たなければならなかった。このため、鉄道会社に優先株の発行を認められることを条件として、新株は優先株とすることにした。なお、実際には新株発行を1万3437株として発行済み株式数を3万7000株に、追加の資本金を67万1850円として総額185万円と、切りの良い値にすることに変更された。優先株発行は翌1900年（明治33年）9月28日に認可を受け、12月1日に募集終了し12月15日に臨時株主総会で報告、12月25日に株式が発行された。優先株発行に際しても、6パーセントの配当は低率であり、例えば1901年に優先株を発行した近江鉄道は10パーセント、豊川鉄道、阪鶴鉄道、唐津鉄道は8パーセント、折からの不況に伴い申し込みは振るわず、既存株主に割り当てた株について、既存株に対する配当金を申込金とみなし充当するという強引な手段を取ってまで募集を行った。株主中から委員を任命して勧誘に務めたが、それでも募集が集まらず、責任を取って委員が自腹を切るということまで行われた。優先株発行後も、払込は遅れがちで低調であった。
この増資は将来的な優先株の発行認可を当てにしたものであり、いつのことになるかは当初は予測できなかった。一方で、18か月の工事施行期限延長認可を得ていたとはいえ、未成区間の完成期限は目前に迫ってきていたことから、一時的に借り入れを行って未成区間の工事費に充てざるを得なかった。このためまず1899年（明治32年）5月26日に10万円を徳川茂承（旧紀伊藩主）から、20万円を日本生命保険から借り入れた日本生命は明治32年4月18日付けで「有体動産売買契約書」「物件賃貸借契約証書」を締結し、機関車1号他車両を融資金額相当で譲受け同時にリースバックした。。さらに優先株発行の遅れと工事の予算超過のために、1900年（明治33年）9月26日に20万円を日本生命保険から、有価証券10万5000円を徳川茂承から借り入れた。債務総額は60万5000円となり、結局優先株発行で得られる資金は工事に費やすのではなく、この借入金の償却に充てられることになった。さらに1901年（明治34年）8月と10月には水害があって線路に被害を受け、復旧工事に多額の費用を費やし、建設費は結局総額215万円を費やすことになった。その不足を補うためもあり、1902年（明治35年）1月に徳川久子（徳川茂承の娘、徳川頼倫夫人）から7万2000円の追加借り入れを行った。予算の超過によって発生した借入金の利子を少しでも抑えるため、社債の発行を行うことになり、1901年（明治34年）10月28日の臨時株主総会に提案し32万円の社債発行承認を受け、1902年（明治35年）3月21日逓信大臣に申請し5月30日承認を受け、10月8日募集に着手、10月20日募集完了し10月29日に発行手続きを完了した。
片岡社長は、就任当時は橋の数は全部で12か所必要と説明されていたが、実際に全線を踏査すると44か所が必要であることが分かり、調査が杜撰であったことは明らかと批判した。その上で、途中の駅舎はすべて仮設構造物とし、短い橋は木橋とするなど可能な限りの倹約に務めるとした。また最大の紀ノ川橋梁について、従来イギリス式で設計されていたが、アメリカ式の設計技術が普及したことにより200フィート桁を250フィート桁に変更して費用を節減できるとした。こうした片岡社長の資金調達および工費節約の努力もあり、1899年（明治32年）12月9日に岩出村の大宮神社境内において残区間の起工式に漕ぎ着けた。残りの区間は紀ノ川に橋梁を架設する必要があるなど比較的難工事であったが、工事期限が迫っていたこともあり急速に進められ、まず1900年（明治33年）8月24日に船戸 - 仮粉河間5マイル19チェーン（約8,427 m）が開通し、11月25日に仮粉河 - 橋本間13マイル44チェーン（約21,801 m）も開通して、ここについに全線開通に漕ぎ着けることになった。最終的に建設費総額は226万903円94銭となった。
また、1903年（明治36年）に南海鉄道（後の南海電気鉄道）が紀ノ川橋梁を完成させて和歌山市駅まで3月21日に開通した。この南海鉄道との連絡のために、和歌山駅から鍋屋町にある南海鉄道連絡点まで29チェーン（約583 m）の延長工事を行い、同じ1903年3月21日に開通した。

### 南和鉄道との関係および起点の変更
路線を接し、大阪への経路となる南和鉄道との関係は必ずしも良好ではなかった。南和鉄道との関係は紀和鉄道の将来の盛衰に影響するとして、南和鉄道への影響力を確保する目的で紀和鉄道の重役が南和鉄道の株式の買占めを行った。重役が購入したのは4720株で、この株の時価との差額は会社と個人の間で7対3で分担することとした。
1898年（明治31年）1月には紀和鉄道の全線開通後に合併するとの契約を結んだ。合併の条件は、紀和鉄道の全線が開通し、1年平均5朱（5パーセント）の配当を実現できた時点で、となっていたが、結局配当の条件を満たせなかったために実現しなかった。
また、五条と接続点との間の南和鉄道所有の路線の運営については、紀和鉄道全線開通までの暫定の共用であるとして認可を得ており、いずれは五条から紀和鉄道独自の路線を南和鉄道線に並行して建設する必要があるとされていた。これに基づき紀和鉄道では、一度は土地の測量に着手すべく奈良県知事の許可を得たものの、もともと南和鉄道の二見駅に至る貨物線の利用は少ない状況であり、これに並行して紀和鉄道線を敷設するのは費用の無駄で、社会にとっても利益にならないとの意見が紀和鉄道社内から出てきた。このため、紀和鉄道の起点を五条から分岐点の位置に変更して、二見への貨物線の途中から分岐する形態を恒久的な形態とすべく、南和鉄道と交渉を開始した。この交渉は難航したが、関西鉄道の社長鶴原定吉が仲介を行ってついに合意が成立し、1901年（明治34年）7月1日付で紀和鉄道が南和鉄道の五条 - 分岐点間を借り受けて営業することで契約が成立した。同年10月9日逓信大臣の認可を得て、紀和鉄道の起点が正式に分岐点に移転された。
1902年（明治35年）6月3日付で分岐点にあたる五条起点79チェーン（約1,589 m）地点に二見駅（後の大和二見駅）が開設され、同日従来の二見駅は川端駅に改称された。五条 - 二見間は南和鉄道の路線のままで、川端駅に発着する貨物列車も南和鉄道が運行していたが、旅客列車については紀和鉄道側が運行を行い、列車運行費用を南和鉄道が紀和鉄道に支払うことになっていた。また二見駅は紀和鉄道側の管理とされていた。

### 全通後の経営から売却まで
全線開通後は、旅客については当初予想よりほぼ2倍の収入を得たが、貨物については予想の半分にも達しない収入であった。沿線の住民は他所との往来の少ない農民がほとんどを占め、大きな旅客需要としては春と秋に関東や名古屋・京都・大阪などからの高野山への参詣客があったが、高野山参詣客は橋本駅か高野口駅で乗降するため全線の3分の1ほどしか利用しなかった。長距離の輸送を行うのが利益につながると考え、南海鉄道開通後は南海難波駅と五条駅を結ぶ直通急行列車の運転を行った。朝夕2往復（1往復は二見発着）で紀和鉄道線内は全駅停車の便もあり所要時間は4時間22分から4時間41分であった。。
貨物輸送は、吉野郡の木材、吉野郡および伊都郡の高野豆腐、伊都郡および那賀郡のみかん・穀物などの出荷、高野豆腐用の大豆、みかん用の肥料、日用雑貨などの入荷が大半であった。木材は紀ノ川の流送と競合し、鉄道輸送は積込・積卸と前後の輸送に費用がかかるため不利で、割引運賃の設定により製材された木材の輸送を獲得できた程度であった。
会社の経営はかなり苦しいものとなった。1903年（明治36年）7月7・8日には水害により全線が大きな損害を受け、仮の復旧作業を行って運転を再開するために1万6000円余りの復旧費と25日を要した。しかし本復旧にはさらに2万9000円を要し、今後の被害再発を防ぐための改良工事を行うには6万9000円、その他の鉄道法規に基づく改良には2万9000円、仮設していた駅の構造物を改築するには5万円あまりと、多額を要することが明らかとなった。様々な検討を行ったが、今後物価が高騰せず水害もないという条件でも、普通株に対する配当は長ければ8 - 9年は行えないと見積もられた。さらに公共交通機関としての役割を果たすためには、小さな会社は合併すべきであるとの考えが広まったこともあり、今後の損失を避けるためにも適当な価格で他社に鉄道を売却すべきであるという方向になった。
当初売却の相手として選んだのは南海鉄道であった。1903年（明治36年）10月28日に南海鉄道社長松本重太郎と紀和鉄道社長片岡直温の間で売却の仮契約が結ばれた。鉄道および附属物件を109万3540円で南海鉄道へ売却するというもので、このうち19万3540円は現金で、90万円は利率6パーセントの南海鉄道の社債で払うことになっていた。この仮契約は当初、南海鉄道の株主総会での承認は容易であろうが、紀和鉄道の株主総会では紛糾すると予想されていた。しかし実際には、紀和鉄道の側では10月30日の臨時総会で早速承認されたのに対し、南海鉄道の側の承認が難航することになった。
南海鉄道の株主の中には紀和鉄道の買収価格が高すぎるとして買収に反対するものが現れた。11月19日の南海鉄道の臨時総会および12月10日の継続総会において、仮契約にある社債での支払いについて、利率を5.5パーセントに変更するべきとの意見となり、社長名で紀和鉄道側に通知が行われた。これに対して紀和側では紛糾し、南海と再交渉を求めるもの、関西鉄道に売却すべきというもの、外資を導入してでも独立経営を続けようとするものなど、さまざまな意見が現れた。紀和鉄道と南海鉄道は、翌1904年（明治37年）2月25日まで交渉を続けたが、結局妥結しなかった。この間関西鉄道に対して打診したところ、南海鉄道より好条件で買収するとの返答を得たため、南海鉄道に対して売却拒否の通知を行うとともに2月25日付で関西鉄道との間で売却の仮契約を結んだ。その条件は南海鉄道に対する仮契約と同一条件に加えて、引き渡しが遅れた場合は営業委託を行いそれ以降の現金および社債に対する利子を支払い、貯蔵されている物品を時価で購入し、営業委託期間中に損失が発生した場合は関西鉄道が負担する、という紀和鉄道にとってより有利なものとなった。これに対して南海鉄道は2月26日に、元の仮契約の条件で買収を行うと申し入れてきたものの、紀和鉄道側はこれを断った。南海鉄道はさらに契約履行を求めて3月9日に和歌山地方裁判所に提訴および譲渡禁止の仮処分申請を行った。しかしこれは4月13日に原告敗訴の判決となった。
3月22日の紀和鉄道の臨時株主総会において関西鉄道との仮契約が承認され、財産処分案についても承認を受けた。関西鉄道の側でも3月22日の総会において、一部の株主に反対するものもあったものの賛成多数で買収案が承認された。5月13日の営業委託に関する契約書に基づき、5月16日に逓信大臣による営業委託承認を受けて、5月17日より関西鉄道に対して紀和鉄道の営業が全面的に委託された。関西鉄道側では、紀和鉄道線を自社の路線として運輸営業する申請を当局に対して行い、8月25日付で免許された。これを紀和鉄道側に通知して8月27日から正式に関西鉄道の路線として営業することになり、紀和鉄道では8月27日付で解散となった。
以降、取締役は全員が清算人となり、会社の財産を整理し貸借関係を解消し、残りを株主に分配する清算作業を行った。9月12日に会社財産の状況を調査して報告書を作成し、9月29日の臨時株主総会で承認を得た。さらに清算作業を進め、翌1905年（明治38年）5月2日の臨時株主総会において清算報告を行って、清算が完了した。紀和鉄道は優先株を発行していたので、優先株と普通株の間で財産の分配に差を付けるかどうか、どの程度の差をつけるかが大きな問題となったが、結局清算人に一任することになり、最終的な決定額は優先株1株につき関西鉄道社債29円37銭5厘、普通株1株につき関西鉄道社債8円61銭となった。

### 年表
- 1893年（明治26年）8月30日 - 五条－橋本－和歌山31M余り[62]の鉄道建設を出願
- 1894年（明治27年）7月3日 - 五条－和歌山仮免許、本社を五條町に、出張所を和歌山に設置[63]
- 1895年（明治28年）10月4日 - 会社の創業総会を大阪市で開催、社長は桜井徳太郎[64]
- 1896年（明治29年）4月30日 - 本免許[65]
- 1897年（明治30年）
  - 3月14日 - 五条－橋本着工
  - 6月 - 和歌山－船戸着工
  - 7月27日 - 桜井社長辞任[66]
  - 8月5日 - 土居通夫社長就任[66]
- 1898年（明治31年）
  - 2月28日 - 望月右内社長就任[66]
  - 4月11日 - 五条－橋本6M1C開業[67]、五条－南和鉄道接続点78Cを共用とする、五条駅・隅田駅・橋本駅開業
  - 5月4日 - 和歌山－船戸仮駅6M69C開業、和歌山駅・岩橋駅・船戸駅開業
  - 8月1日 - 濱田篤三郎社長就任[66]
  - 8月 - 本社を五條町から和歌山市嘉家作町に移転[68]
- 1899年（明治32年）
  - 1月1日 - 船戸仮駅位置変更、路線延長46C増加
  - 1月15日 - 岩橋駅を田井ノ瀬駅に改称
  - 3月26日 - 片岡直温社長就任[66]
  - 4月1日 - 南和鉄道への五条－橋本の営業委託を解除し直営とする
  - 5月3日 - 布施屋臨時停車場開業
  - 9月18日 - 二見臨時停車場開業
  - 10月1日 - 資本金140万円を117万8150円に減資、布施屋駅正式開業、二見臨時停車場廃止
  - 12月9日 - 船戸－橋本着工
- 1900年（明治33年）
  - 5月 - 紀ノ川橋梁落成
  - 8月24日 - 船戸－粉河仮駅5M19C開業、打田駅・粉河駅開業
  - 11月25日 - 粉河仮－橋本13M44C開業により全線開通、笠田駅・妙寺駅開業
  - 12月25日 - 優先株発行、資本金を185万円にする
- 1901年（明治34年）
  - 3月29日 - 名倉駅開業
  - 7月1日 - 紀和鉄道の南和鉄道への乗り入れ契約成立
  - 10月1日 - 名手駅開業
  - 10月9日 - 南和鉄道との接続点変更、五条起点77C地点を起点とする
  - 10月10日 - 大宮仮停車場開業
- 1902年（明治35年）
  - 3月1日 - 大宮仮停車場移転
  - 4月1日 - 大宮仮停車場を岩出駅に改称
  - 6月3日 - 南和鉄道との接続点に二見駅開業
- 1903年（明治36年）
  - 1月1日 - 名倉駅を高野口駅に改称
  - 3月21日 - 和歌山－南海鉄道連絡点29C開業
  - 7月7・8日 - 水害を受けて不通となる、復旧まで25日を要する
  - 10月28日 - 南海鉄道への売却の仮契約
- 1904年（明治37年）
  - 2月 - 片岡社長辞任、七里定嘉社長就任[69]
  - 2月25日 - 南海鉄道への売却協議が決裂し、関西鉄道への売却仮契約
  - 4月 - 七里社長辞任、片岡が社長に復帰[69]
  - 5月17日 - 関西鉄道に営業委託
  - 8月27日 - 関西鉄道に譲渡し会社解散
- 1905年（明治38年）5月2日 - 清算完了[70]

## 路線・駅一覧
開業線は二見－和歌山－南海連絡点間31M49Cで、これに加えて南和鉄道線五条 - 二見79Cを営業していた。
| 駅名       | 開業年月日                 | 駅間 マイル | 移行前 累計 マイル | 移行後 累計 マイル | 備考 |
| ---------- | -------------------------- | ----------- | ------------------ | ------------------ | --- |
| 五条       | 1898年（明治31年）4月11日  | 0M00C       | 0M00C              | 0M                 | 南和鉄道の駅としては1896年（明治29年）10月25日開業                                                                                    |
| 二見       | 1902年（明治35年）6月3日   | 0M79C       | 0M79C              | 1.0M               | 1899年（明治32年）9月18日設置、10月1日廃止の臨時駅として、五条起点1M05C地点に二見駅が設置されたことがあった                           |
| 隅田       | 1898年（明治31年）4月11日  | 2M45C       | 3M44C              | 3.6M               | |
| 橋本       | 1898年（明治31年）4月11日  | 2M37C       | 6M01C              | 6.1M               | |
| 高野口     | 1901年（明治34年）3月29日  | 3M34C       | 9M35C              | 9.5M               | 名倉駅として開業、1903年（明治36年）1月1日に高野口駅に改称                                                                            |
| 妙寺       | 1900年（明治33年）11月25日 | 2M37C       | 11M72C             | 12.0M              | |
| 笠田       | 1900年（明治33年）11月25日 | 2M22C       | 14M14C             | 14.2M              | |
| 名手       | 1901年（明治34年）10月1日  | 3M09C       | 17M23C             | 17.3M              | |
| 粉河       | 1900年（明治33年）8月24日  | 1M55C       | 18M78C             | 19.0M              | 仮駅として開業、打田駅とのマイルは1M63C、1900年（明治33年）11月25日に本設位置に開業                                                   |
| 打田       | 1900年（明治33年）8月24日  | 2M30C       | 21M28C             | 21.4M              | |
| 岩出       | 1901年（明治34年）10月10日 | 2M56C       | 24M04C             | 24.1M              | 大宮仮停車場として開業、打田駅とのマイルは2M60C、船戸駅とのマイルは0M56C 1902年（明治35年）3月1日本設位置に開業し、4月1日岩出駅に改称 |
| 船戸       | 1898年（明治31年）5月4日   | 0M60C       | 24M64C             | 24.9M              | 仮駅として開業、岩橋駅とのマイルは4M07C、1899年（明治32年）1月1日に本設位置に開業                                                     |
| 布施屋     | 1899年（明治32年）5月3日   | 2M66C       | 27M50C             | 27.7M              | 臨時停車場として開業、1899年（明治32年）10月1日に正式開業                                                                             |
| 田井ノ瀬   | 1898年（明治31年）5月4日   | 1M67C       | 29M37C             | 29.5M              | 岩橋駅として開業、1899年（明治32年）1月15日に田井ノ瀬駅に改称                                                                         |
| 和歌山     | 1898年（明治31年）5月4日   | 2M62C       | 32M19C             | 32.3M              | 現紀和駅 |
| 南海連絡点 | 1903年（明治36年）3月21日  | 0M29C       | 32M48C             | 32.7M              | |

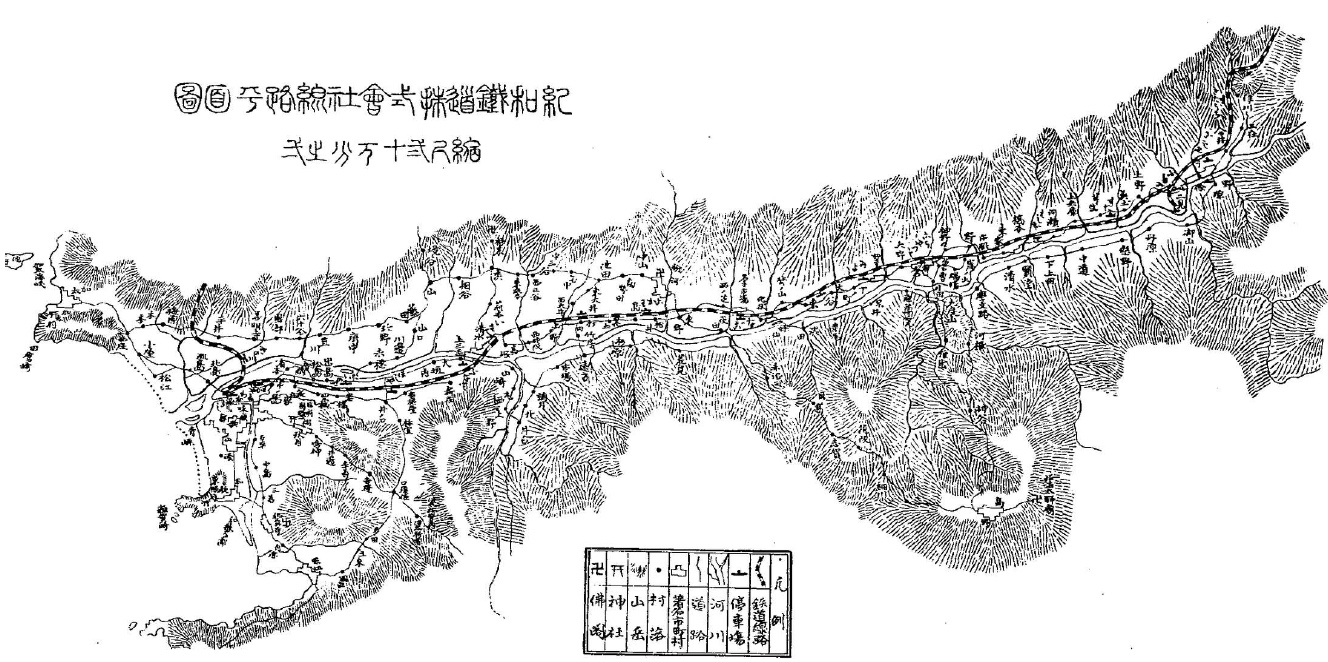
路線図

当初はマイル・チェーンによる距離を設定していたが、1902年（明治35年）11月12日からマイルのみ小数1桁までの距離設定に変更された。上記表では、移行前と移行後を表記している。この他に1903年（明治36年）3月7日に粉河から0.8M、打田から1.6Mの位置に長田臨時停車場が開業し、これは国有化以降に紀伊長田駅となった。
- 『停車場変遷大事典 国鉄・JR編』第2巻より作成

## 輸送・収支実績
| 年度   | 乗客（人） | 貨物量（トン） | 営業収入（円） | 営業費（円） | 益金（円） |
| ------ | ---------- | -------------- | -------------- | ------------ | ---------- |
| 1898年 | 456,142    | 10,806         | 40,123         | 73,785       | ▲ 33,662   |
| 1899年 | 561,494    | 21,879         | 54,940         | 32,778       | 22,162     |
| 1900年 | 791,074    | 34,382         | 96,201         | 57,286       | 38,915     |
| 1901年 | 856,669    | 39,147         | 167,315        | 94,249       | 73,066     |
| 1902年 | 881,018    | 47,982         | 174,374        | 95,562       | 78,812     |
| 1903年 | 883,099    | 49,095         | 171,735        | 102,783      | 68,952     |
| 1904年 |            |                | 72,482         | 52,886       | 19,596     |

- 「官私設鉄道運輸延哩程累年表」「官私設鉄道営業収支累年表」『鉄道局年報』明治38年度（国立国会図書館近代デジタルライブラリー）より作成

旅客運賃は当初、三等は1マイルあたり1銭5厘、二等はその5割増、一等は三等の2倍半と設定された。1901年（明治34年）3月28日認可、4月20日実施により、三等の運賃を1マイル2銭、一等は三等の2倍に改定した。これは客貨の誘致策のために採られた様々な割引策による減収を補うためのものであった。

## 車両
関西鉄道引継ぎ時は機関車8両、客車37両、貨車52両であったが客車の両数は資料によって異なる。

### 蒸気機関車
A1形1-4
1号から4号までは、開業に備えて1897年に米ブルックス・ロコモティブ・ワークスに発注した、2-4-2 (1B1) 形タンク機関車である。1号はキャンセルされて代理店から讃岐鉄道へ流され、残りの2 - 4号が1 - 3号に詰めたが、その後1号が紀和鉄道へ戻されて4号となった。この関係で1 - 3号より4号の方が製造番号が若くなっている。関西鉄道引き継ぎ後は形式82「友鶴」（ともづる）と名付けられ、番号は82 - 85号となった。国有化後鉄道院450形の450 - 453号となった。
A2形5, 6
5号、6号は1894年独クラウス製0-4-0 (B) 形タンク機関車で、九州鉄道29、33号を1900年に譲受した。関西鉄道引き継ぎ後は形式80「小鷹」（こたか）と名付けられ、番号は80、81号となった。国有化後鉄道院10形の10、11号となった。
B2形7
7号は1900年米ボールドウィン・ロコモティブ・ワークス製0-6-0 (C) 形タンク機関車で、高野鉄道6号を1901年に譲受した。関西鉄道引き継ぎ後は形式86「隼」（はやぶさ）と名付けられ、番号は86号となった。国有化後鉄道院1180形1180号となった。
B2形→B3形8
8号は1902年米ボールドウィン・ロコモティブ・ワークス製0-6-0 (C) 形タンク機関車で、7号とほぼ同じ形式である。関西鉄道引き継ぎ後は形式87「鵯」（ひよどり）と名付けられ、番号は87号となった。国有化後鉄道院1370形1370号となった。

### 客車
開業時は、10両の二軸客車が用意された。この時点の内訳は、上中等合造車1両、中下等合造車1両、下等車6両、下等緩急車1両、郵便荷物車1両である。関西鉄道合併時には37両を有し、内訳は上中等合造車5両、中等車4両、下等車24両、郵便荷物車4両である。関西鉄道では334-336、349-381、緩急車に82-85と付番された。製造所は月島工場、天沼工場、梅鉢製作所、日本車輌製造、自社和歌山工場など。3等車は中央に20の座席を設け窓側は立席のみにするなど、新機軸の採用があったという。関西鉄道の国有化により、全車が鉄道院に引き継がれている。

### 貨車
開業時は、30両の二軸貨車が用意された。その内訳は、有蓋車13両、無蓋車5両、土砂車10両、緩急車2両であった。関西鉄道合併時には52両を有し、内訳は、有蓋車30両、無蓋車5両、土砂車7両、材木車2両、魚運車2両、緩急車6両であった。

### 車両数の推移
| 年度   | 機関車 | 客車 | 貨車 |
| ------ | ------ | ---- | ---- |
| 1898年 | 3      | 10   | 30   |
| 1899年 | 4      | 20   | 29   |
| 1900年 | 4      | 20   | 49   |
| 1901年 | 7      | 27   | 53   |
| 1902年 | 7      | 27   | 53   |
| 1903年 | 8      | 37   | 52   |

- 「私設鉄道現況累年表」『鉄道局年報』明治38年度（国立国会図書館近代デジタルライブラリー）より作成

## 組織および社員

### 組織
会社創立時、会社は五條町に置かれ、出張所が和歌山市に置かれた。しかし五条 - 橋本間の開業線を南和鉄道に営業委託したことから五條に会社を置く必要がなくなり、和歌山市嘉家作町に移転した。その後南和鉄道への営業委託を解除したため、あらためて五條に出張所を設置した。関西鉄道引き継ぎ後は、和歌山駅構内の一部に関西鉄道和歌山事務所が設置されて営業を担当した。

### 歴代社長
1. 桜井徳太郎（1895年（明治28年）10月4日 - 1897年（明治30年）7月27日）[64][66][69]
2. 土居通夫（1897年（明治30年）8月5日 - 1898年（明治31年）2月27日）[66][69][82]
3. 望月右内（1898年（明治31年）2月28日 - 1898年（明治31年）7月31日）[66][69]
4. 濱田篤三郎（1898年（明治31年）8月1日 - 1899年（明治32年）3月25日）[66][69]
5. 片岡直温（1899年（明治32年）3月26日 - 1904年（明治37年）2月）[66][69]
6. 七里定嘉（1904年（明治37年）2月 - 1904年（明治37年）4月）[66][69]
7. 片岡直温（1904年（明治37年）4月 - 1904年（明治37年）8月27日）[66][69]

1904年（明治37年）2月に南海鉄道への売却交渉が決裂した際に、片岡直温は責任を取って一時社長を辞任している。専務取締役であった七里定嘉がこの時期社長となっているが、会社解散時には再び片岡直温が社長に復帰している。

### 社員
1898年（明治31年）時点での社員は合計146人であったがその後増加し、解散前年の1903年（明治36年）時点では286人となっていた。内訳は、重役7人、庶務11人、建築保線81人、運輸134人、汽車51人、会計2人となっている。支配人や技師長など以外は、全員が関西鉄道に引き継がれた。